# Arsy
Arsy ist eine französische Gemeinde mit 817 Einwohnern (Stand 1. Januar 2022) im Département Oise in der Region Hauts-de-France. Sie gehört zum Arrondissement Compiègne und zum Gemeindeverband Plaine d’Estrées.

## Lage
Die Gemeinde Arsy liegt in einem landwirtschaftlich genutzten Gebiet ohne oberirdische Fließgewässer, neun Kilometer westlich von Compiègne. Durch das Gemeindegebiet von Arsy führt die Autoroute A1 mit einer mautpflichtigen Auf- und Ausfahrt.
Umgeben wird Arsy von den Nachbargemeinden Remy im Norden, Jonquières im Osten, Longueil-Sainte-Marie im Südosten, Le Fayel im Süden, Grandfresnoy im Südwesten sowie Moyvillers im Westen und Nordwesten.

## Bevölkerung
| Jahr                       | 1962 | 1968 | 1975 | 1982 | 1990 | 1999 | 2006 | 2012 | 2021 |
| -------------------------- | ---- | ---- | ---- | ---- | ---- | ---- | ---- | ---- | ---- |
| Einwohner                  | 411  | 453  | 506  | 650  | 871  | 898  | 811  | 783  | 801  |
| Quellen: Cassini und INSEE |      |      |      |      |      |      |      |      |      |

## Sehenswürdigkeiten
- Kirche Saint-Médard (siehe auch: Liste der Monuments historiques in Arsy)

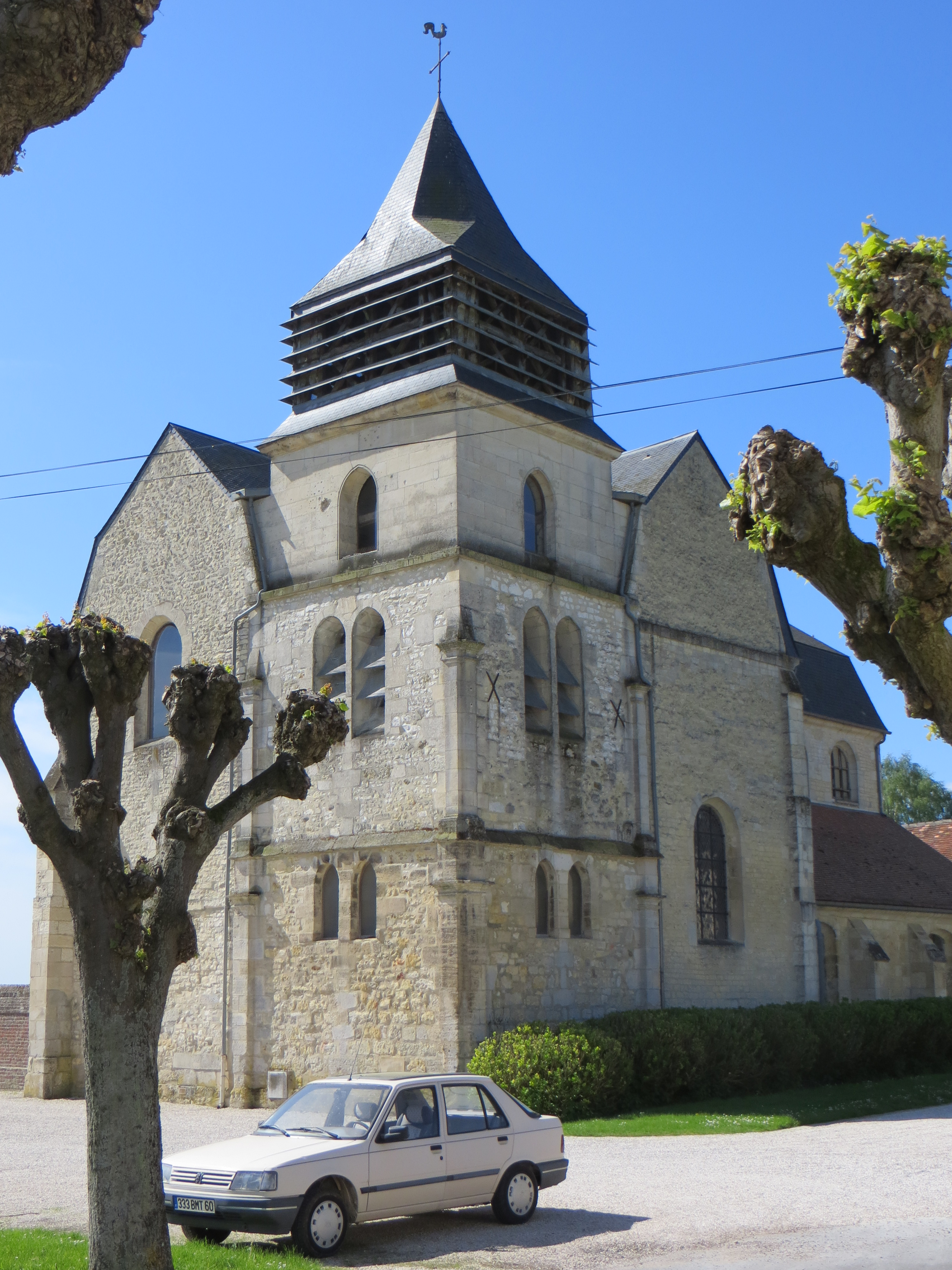
Kirche Saint-Médard

- Wasserturm

## Persönlichkeiten
- Séraphine Louis (1864–1942), französische Malerin